# C64 Direct-to-TV

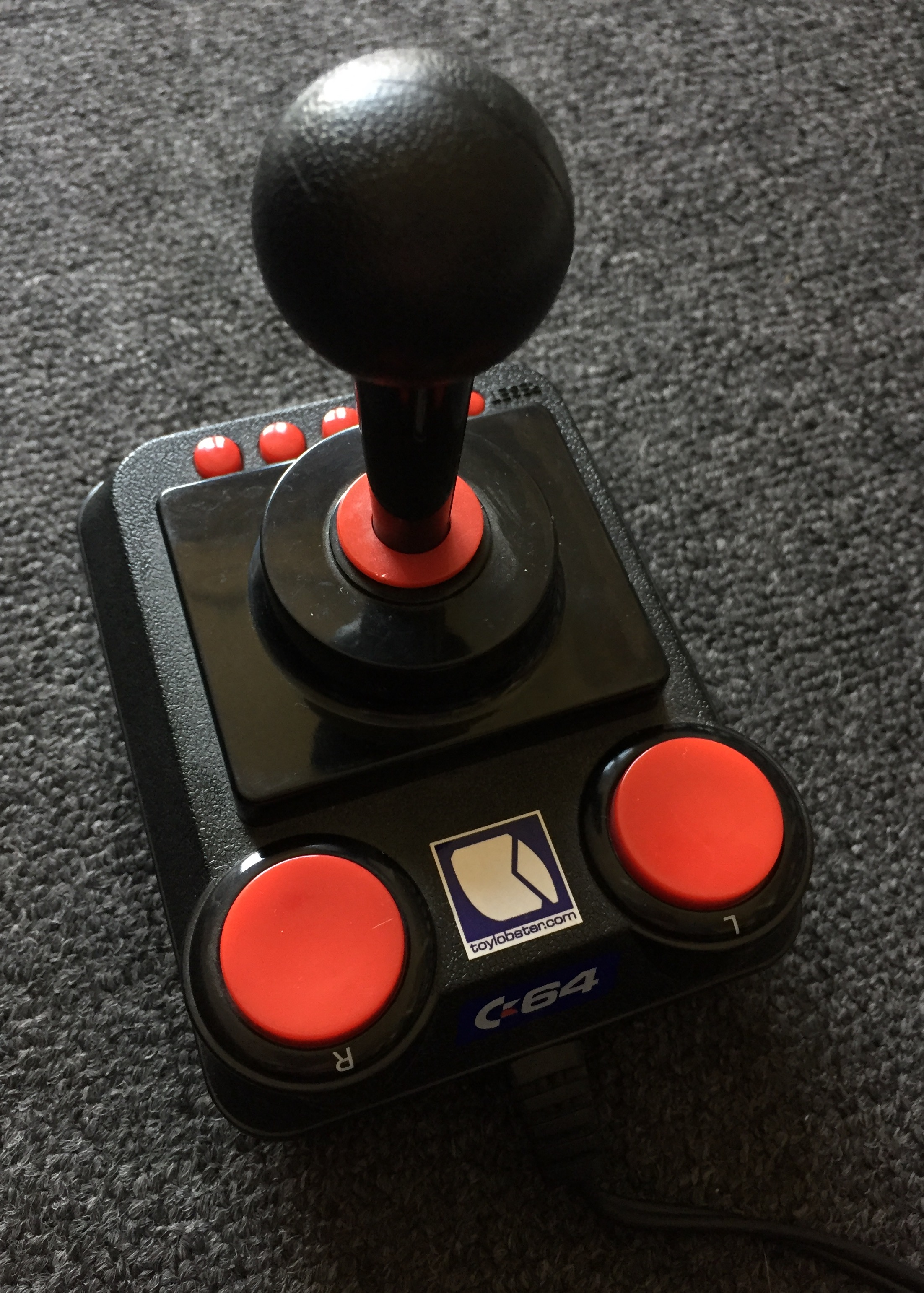
Un C64 Direct-to-TV.

Le C64 Direct-to-TV, abrégé en C64DTV, est une console de jeux vidéo dédiée basée sur l'ordinateur personnel Commodore 64, conçue par Ironstone Partners (en collaboration avec DC Studios, Mammoth Toys et The Toy:Lobster Company) et sortie en 2005.
Il s'agit d'une implémentation monocarte du C64. Elle se présente sous la forme d'un joystick, inspiré du Competition Pro (fabriqué par Kempston), et similaire à l'Atari Classics 10-in-1 (fabriqué par Jakks Pacific). Le C64 Direct-to-TV embarque 30 jeux préinstallés en ROM.
Le circuit intégré du C64 Direct-to-TV a été développé par Jeri Ellsworth, une conceptrice autodidacte ayant précédemment travaillé sur le C-One (en).

## Modèles
Il existe deux modèles du C64 Direct-to-TV : la version DTV-1 (type NTSC), la version DTV-2 (type PAL) et la version DTV-3 (version DTV-2 révisée). La version DTV-2 remplace la mémoire morte par la mémoire flash, mais souffre d'une erreur de fabrication affectant le rendu des couleurs.

## Fiche technique
- Processeur : Atmel ASIC 32/28 MHz
- Mémoire vive : 128 KB (DTV-1), 2 MB (DTV-2)
- Mémoire morte : 2 MB (DTV-1)
- Mémoire flash : 2 MB (DTV-2)
- Graphismes   
  - NTSC (DTV-1), NTSC/PAL (DTV-2 et après)
  - 320 x 200 pixels, 256 couleurs (DTV-2)
- Son : monophonique
- Alimentation : 4 piles LR6[4]

## Jeux préinstallés
Les jeux préinstallés ont principalement été édités par Epyx et Hewson pour le Commodore 64. Certains titres sont exclusifs à la version NTSC ou à la version PAL.
| Titre                                        | Développeur                                             | Éditeur                        | NTSC | PAL |
| -------------------------------------------- | ------------------------------------------------------- | ------------------------------ | ---- | --- |
| Summer Games                                 | Epyx                                                    | U.S. Gold                      |      |     |
| Winter Games                                 | Epyx                                                    | Epyx U.S. Gold                 |      |     |
| Pitstop                                      | Epyx                                                    | Epyx                           |      |     |
| Pitstop II                                   | Epyx                                                    | Epyx                           |      |     |
| Super Cycle                                  | Epyx                                                    |                                |      |     |
| Jumpman Jr.                                  | Epyx                                                    | Epyx                           |      |     |
| Impossible Mission                           | Epyx                                                    | Epyx                           |      |     |
| Impossible Mission 2                         | Novotrade                                               | Epyx                           |      |     |
| Championship Wrestling                       | Epyx                                                    | Epyx                           |      |     |
| Gateway to Apshai                            | The Connelley Group                                     | Epyx                           |      |     |
| Sword of Fargoal                             | Epyx                                                    | Epyx                           |      |     |
| International Karate (World Karate Champion) | System 3                                                | System 3 Epyx                  | Oui  | Non |
| California Games                             | Epyx                                                    | Epyx                           | Non  | Oui |
| Silicon Warrior                              |                                                         | Epyx                           | Oui  | Non |
| Alleykat                                     |                                                         | Hewson                         | Non  | Oui |
| Nebulus (Tower Toppler)                      | Triffix Entertainment Inc.                              | Hewson                         |      |     |
| Paradroid                                    | Graftgold                                               | Hewson                         |      |     |
| Eliminator                                   | Sega                                                    | Hewson                         |      |     |
| Cyberdyne Warrior                            |                                                         | Hewson                         |      |     |
| Cybernoid                                    | Raffaele Cecco                                          | Hewson                         |      |     |
| Cybernoid II: The Revenge                    | Raffaele Cecco                                          | Hewson                         |      |     |
| Ranarama                                     | Graftgold                                               | Hewson                         |      |     |
| Marauder                                     |                                                         | Hewson                         | Non  | Oui |
| Head the Ball                                |                                                         | Hewson                         | Non  | Oui |
| Mission Impossibubble                        |                                                         | Hewson                         | Non  | Oui |
| Firelord                                     | Stephen Crow                                            | Hewson                         |      |     |
| Exolon                                       | Raffaele Cecco                                          | Hewson                         |      |     |
| Netherworld                                  | Jukka Tapanimäki                                        | Hewson                         | Non  | Oui |
| Uridium                                      | Graftgold                                               | Hewson                         |      |     |
| Zynaps                                       | Dominic Robinson John Cumming Stephen Crow Steve Turner | Hewson                         |      |     |
| Speedball                                    | Bitmap Brothers                                         | Image Works Spotlight Software |      |     |
| Bull Riding (de World Games)                 | Epyx                                                    | Epyx                           | Oui  | Non |
| Sumo (de World Games)                        | Epyx                                                    | Epyx                           | Oui  | Non |
| Flying Disk (de California Games)            | Epyx                                                    | Epyx                           | Oui  | Non |
| Surfing (de California Games)                | Epyx                                                    | Epyx                           | Oui  | Non |